# Enrique Huelin

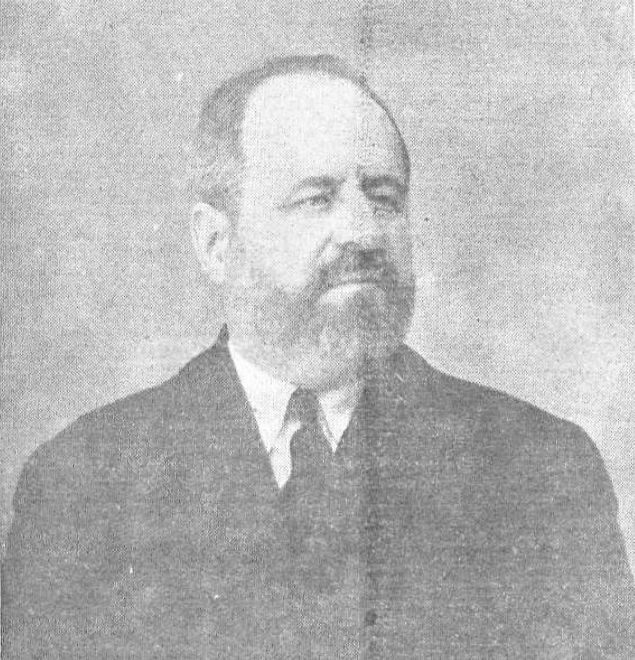
Enrique Huelin Huelin

Enrique Juan Huelin Huelin (Málaga, 23 de junio de 1872 - Ibíd., 29 de enero de 1959) fue un abogado, periodista y político tradicionalista español.

## Biografía
Procedía de una familia de orígenes ingleses asentada en Málaga a finales del siglo XVIII. En 1894 se licenció en Derecho por la Universidad de Salamanca.
Afiliado al Partido Integrista, fue secretario de su junta regional en Málaga. En 1908 presidió en esta ciudad el Círculo antiliberal, alianza católica local entre los partidos integrista y carlista que en 1909 constituyó una comisión electoral para concurrir a las elecciones municipales. Fundó y dirigió el diario católico malagueño La Defensa (1909-1918), llegando a ser agredido en 1914 junto a su esposa en el Paseo de la Alameda por una campaña moralista que emprendió desde su periódico contra los juegos de azar.
Tras la reunificación de carlistas e integristas durante la Segunda República, fue jefe provincial en Málaga de la Comunión Tradicionalista, interviniendo en numerosos actos de propaganda política.

## Descendencia
Se casó con Dolores Vallejo López, con quien tuvo trece hijos, varios de los cuales estuvieron implicados en la causa tradicionalista. Al estallar la Guerra Civil, Guillermo Huelin Vallejo era el jefe del Requeté de Málaga, que contaba con 80 afiliados. Tras la conquista de Málaga por los sublevados, se hizo alférez provisional de Infantería, y en la primavera de 1938 murió en las filas del Tercio de requetés Virgen de las Nieves, ganando la Medalla Militar. Luis Huelin Vallejo presidió la Agrupación Escolar Tradicionalista de Málaga; tras el fracaso en Málaga de la sublevación militar del 18 de julio de 1936, se refugió en una fonda de Colmenar, pero fue descubierto por milicianos de la FAI y asesinado el 2 de septiembre.
Otro de los hijos, Ignacio Huelin Vallejo fue diputado de UCD durante la Transición. Enrique Huelín Vallejo (1913-2008) fue sacerdote jesuita y en 1995 fundó la Asociación Benéfica Padre Huelin para ayudar a los colectivos más desfavorecidos.